# 東京都の空港の一覧
東京都の空港の一覧（とうきょうとのくうこうのいちらん）では、東京都にある空港を示す。

## 民用空港
- 東京国際空港（羽田空港）
- 調布飛行場
- 八丈島空港
- 大島空港
- 三宅島空港
- 新島空港
- 神津島空港

## 軍用空港
- 立川飛行場
- 横田飛行場
- 硫黄島飛行場
- 南鳥島飛行場